# Matt Good
Matt Good es un guitarrista norteamericano. Matt es conocido por ser el guitarrista (y más tarde vocalista) de la banda de post hardcore From First to Last. También fue guitarrista de la banda de grindcore The Color of Violence, desde al 2002 hasta el 2003. Matt actualmente participa como guitarrista en la banda de post hardcore Destroy Rebuild Until God Shows.

## Carrera musical

### The Colour of Violence y From First to Last (1999 - 2010)
Good formó From First To Last en noviembre de 1999, siendo poco conocida, tras entrar a la banda de grindcore/screamo The Color of Violence, la que en ese entonces se llamaba Skeleton Slaughter vs. Fetus Destroyer, invita a sus miembros a unirse a FFTL. La banda grabó el EP Aesthetic, en el año 2003, junto a Phillip Reardon como vocalista. Con el vocalista Soony Moore la banda grabó su primer álbum Dear Diary, My Teen Angst Has a Body Count (2004), seguido de Heroine (2006), Moore se retira de la banda, por lo que Matt se encarga de las voces, From First to Last (2008) es su primer álbum como vocalista, Throne to the Wolves (2010) fue el último álbum de la banda, Matt también participó en los teclados de este álbum.

### D.R.U.G.S. (2010 - 2012)
Destroy Rebuild Until God Shows se forma por Craig Owens, tras su salida de Chiodos, poco a poco, Owens comenzó a nombrar los nombres de los miembros de la banda: Aaron Stern de Matchbook Romance en la batería, Nick Martin de Underminded en la guitarra, Adam Russell de Story of the Year y Matt Good de From First to Last, actualmente la banda graba su primer álbum, D.R.U.G.S., el que fue lanzado el 22 de febrero de 2011 y producido por John Feldmann. En mayo de 2012 Craig anunció que volvería con su banda anterior, Matt y los otros miembros decidieron abandonar la banda.

## Discografía
From First to Last
- Aesthetic (EP, Four Leaf, 2003)
- Dear Diary, My Teen Angst Has a Body Count (LP, Epitaph, 2004)
- Heroine (LP, Epitaph, 2006)
- From First to Last (LP, Suretone/Interscope, 2008)
- Throne to the Wolves (LP, Rise, 2010)
- Dead Trees (LP, Sumerian, 2015)

Destroy Rebuild Until God Shows
- D.R.U.G.S. (LP, Decaydance, 2011)

The Color of Violence
- Tour EP (EP, Independiente, 2003)

### Apariciones
- The Color of Violence - Youthanize (Eptaph, 2009) - compositor

### Sencillos
From First to Last
| Año  | Título                         | Álbum                                      |
| ---- | ------------------------------ | ------------------------------------------ |
| 2003 | "Such a Tragedy"               | Aesthetic                                  |
| 2003 | "My Heart, Your Hands"         | Aesthetic                                  |
| 2004 | "Ride the Wings of Pestilence" | Dear Diary, My Teen Angst Has a Body Count |
| 2005 | "Note to Self"                 | Dear Diary, My Teen Angst Has a Body Count |
| 2006 | "The Latest Plague"            | Heroine                                    |
| 2006 | "Shame Shame"                  | Heroine                                    |
| 2008 | "Worlds Away"                  | From First to Last                         |

Destroy Rebuild Until God Shows
| Año  | Título                                                | Álbum      |
| ---- | ----------------------------------------------------- | ---------- |
| 2010 | "If You Think This Song Is About You, It Probably Is" | D.R.U.G.S. |
| 2010 | "Mr. Owl Ate My Metal Worm"                           | D.R.U.G.S. |
| 2011 | "Sex Life"                                            | D.R.U.G.S. |
| 2011 | "My Swagger Has a First Name"                         | D.R.U.G.S. |

- Datos: Q6788713